# Xã Knox, Quận Columbiana, Ohio
Xã Knox (tiếng Anh: Knox Township) là một xã thuộc quận Columbiana, tiểu bang Ohio, Hoa Kỳ. Năm 2010, dân số của xã này là 4.434 người.